# Chalcitiscus debilis
Chalcitiscus debilis is een vliesvleugelig insect uit de familie bronswespen (Chalcididae). De wetenschappelijke naam is voor het eerst geldig gepubliceerd in 1856 door Heer.